# Jarnost Gause
Josef Arnost Gause (Split Lucac, Tsjecho-Slowakije, 23 maart 1910 – Ontario, 1989) was een Tsjechisch beeldhouwer uit de 20e eeuw die in België woonde en later uitweek naar Canada.

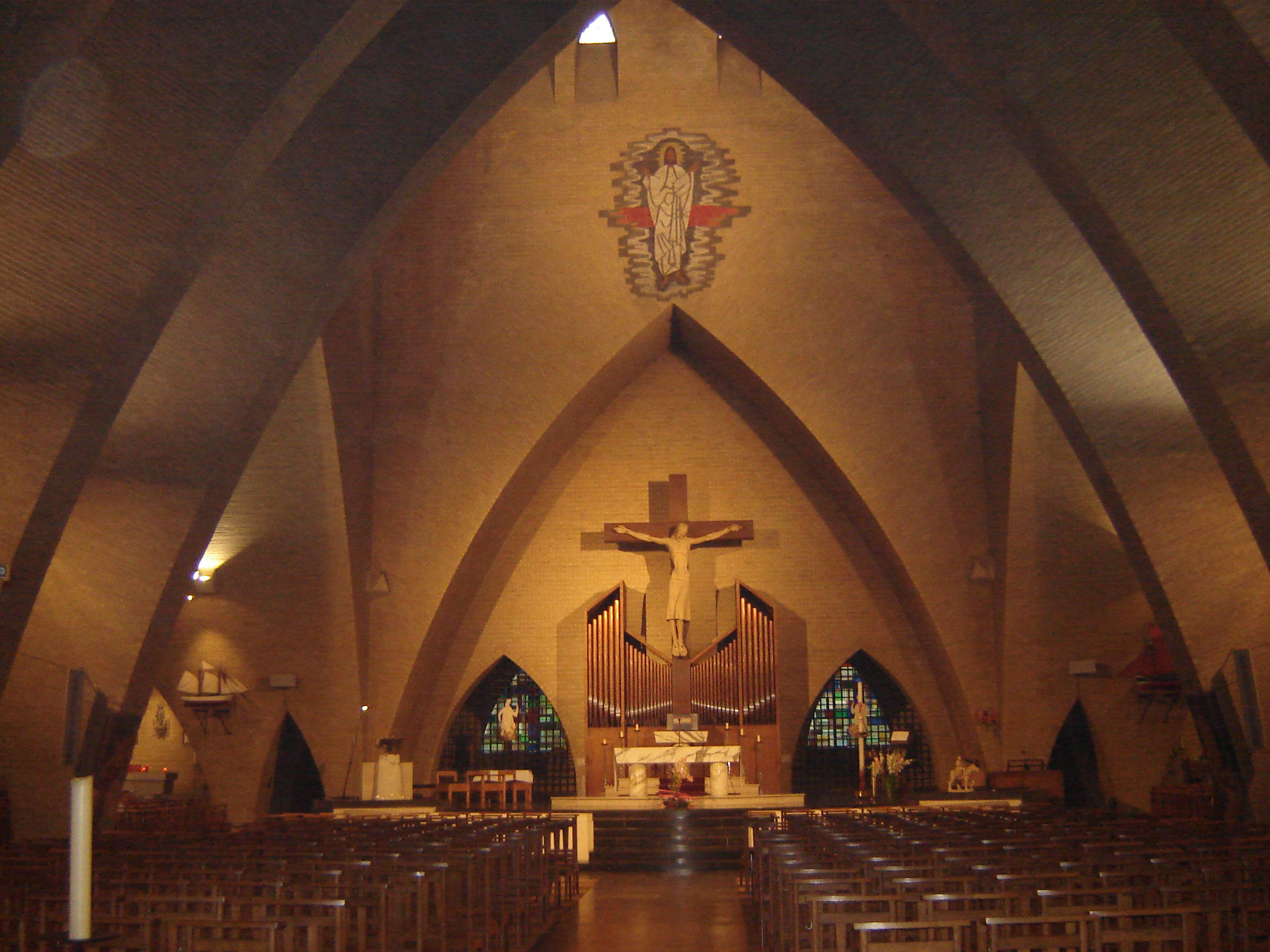
Christusbeeld in terracotta
Sint-Niklaaskerk, Oostduinkerke

Gause huwde Olga Florizoone, de dochter van Albéric Florizoone, burgemeester van Oostduinkerke. Hij vervaardigde veel religieuze sculpturen, onder andere voor de Sint-Bernarduskerk van Nieuwpoort, de Begijnhofkapel in Diksmuide en voor de Sint-Niklaaskerk in Oostduinkerke.
Gause vervaardigde ook vele kleinsculpturen in terracotta of in brons : vissers te paard, dansende vrouw met tamboerijn (1946), paard aangevallen door een tijgerin (1943). Beeldhouwer Pieter Florizoone was gedurende ongeveer een jaar medewerker en leerling. Gause week in 1950 uit naar Canada.

## Verzamelingen
- Diksmuide, Begijnhofkapel: kruisweg in terracotta
- Nieuwpoort, Sint-Bernarduskerk: hoofdaltaar met beelden van de heiligen Donatanus, Petrus, Paulus en Bernard van Clairvaux (1948), beeld van Onze Lieve Vrouw met Kind en het groot triomfkruis in terracotta[1]
- Oostduinkerke, Sint-Niklaaskerk: een Christusbeeld in terracotta, 350 cm hoog, kruisbeeld boven altaar en kruisweg